# Tampor Paloh
Tampor Paloh is een bestuurslaag in het regentschap Aceh Timur van de provincie Atjeh, Indonesië. Tampor Paloh telt 427 inwoners (volkstelling 2010).